# 波利诺
波利诺（義大利語：Polino），是意大利特尔尼省的一个市镇。总面积19.46平方公里，人口265人，人口密度13.6人/平方公里（2009年）。ISTAT代码为055027。